# Anderson Tico
Anderson Tico, właśc. Anderson William Santos da Cruz (ur. 18 kwietnia 1975 w Volta Redonda) – piłkarz brazylijski występujący na pozycji pomocnika.

## Kariera klubowa
Karierę piłkarską Anderson rozpoczął w klubie São Paulo FC w 1992 roku. W Sampie był głównie rezerwowym. W latach 2003–2004 był zawodnikiem Gamy. Z Gamą zdobył mistrzostwo Dystryktu Federalnego – Campeonato Brasiliense w 2003. W kolejnych latach występował głównie w klubach ze stanu São Paulo. Obecnie jest zawodnikiem EC Taubaté.

## Kariera reprezentacyjna
Anderson występował w olimpijskiej reprezentacji Brazylii. W 1995 roku uczestniczył w Igrzyskach Panamerykańskich w Mar del Plata na których Brazylia odpadła w ćwierćfinale. Na turnieju Anderson wystąpił we wszystkich czterech meczach z Kostaryką, Bermudami (bramka), Chile i Hondurasem.

## Źródła
- Profil
- Profil